# The Holy Bible
The Holy Bible es el tercer álbum de estudio de la banda de rock galesa Manic Street Preachers, publicado el 30 de agosto de 1994. Fue el último álbum publicado por la banda antes de la extraña desaparición del guitarrista Richey Edwards.

## Lista de canciones
Todas las letras escritas por Richey Edwards (acreditado como Richey James) and Nicky Wire, toda la música compuesta por James Dean Bradfield y Sean Moore. 
| N.º | Título                                                       | Duración |  |
| 1.  | «Yes»                                                        | 4:59     |  |
| 2.  | «Ifwhiteamericatoldthetruthforonedayit'sworldwouldfallapart» | 3:39     |  |
| 3.  | «Of Walking Abortion»                                        | 4:00     |  |
| 4.  | «She Is Suffering»                                           | 4:44     |  |
| 5.  | «Archives of Pain»                                           | 5:29     |  |
| 6.  | «Revol»                                                      | 3:04     |  |
| 7.  | «4st 7lb»                                                    | 5:05     |  |
| 8.  | «Mausoleum»                                                  | 4:12     |  |
| 9.  | «Faster»                                                     | 3:55     |  |
| 10. | «This Is Yesterday»                                          | 3:58     |  |
| 11. | «Die in the Summertime»                                      | 3:05     |  |
| 12. | «The Intense Humming of Evil»                                | 6:12     |  |
| 13. | «P.C.P.»                                                     | 3:59     |  |

## Créditos
- James Dean Bradfield – voz, guitarras
- Richey Edwards - guitarra
- Sean Moore – batería
- Nicky Wire – bajo